# Herman II van Keulen

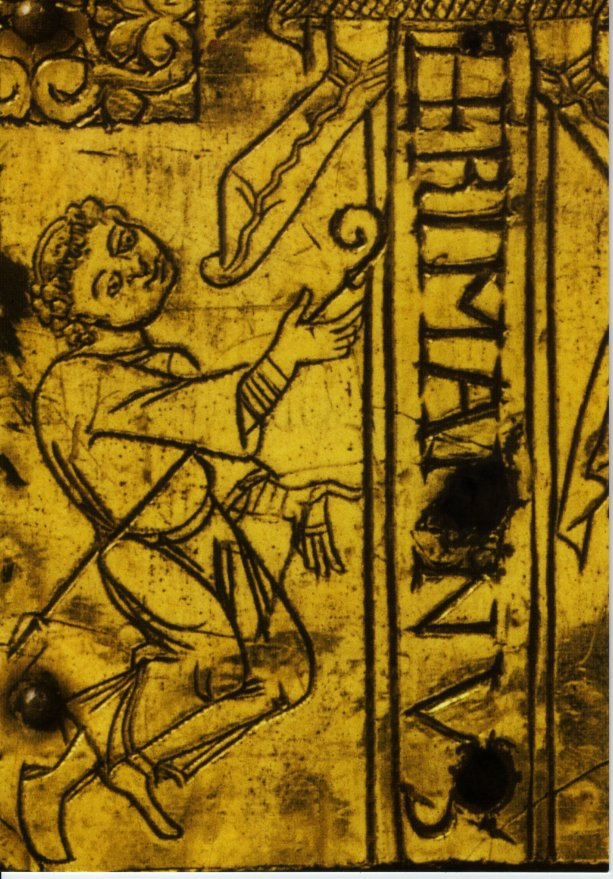
Bisschop Herman II van Keulen op het schenkersbeeld van het door hem geschonken Herman-Ida-kruis

Herman II, ook Heriman genoemd (ca. 995 - Keulen, 11 februari 1056) was van 1036 tot 1056 aartsbisschop van het aartsbisdom Keulen.

## Leven
Herman was de zoon van Paltsgraaf Ezzo van Lotharingen en diens vrouw Mathilde, een dochter van keizer Otto II en zijn vrouw Theophanu
Zijn zussen waren o.a. koningin Richeza van Polen, die in de Dom van Keulen is begraven, en Theophanu, die van 1039 tot 1058 abdis van de Sticht Essen was. Een andere zus, Mathilde, was abdis van de Sticht Vilich en de Sticht Dietkirchen bij Bonn. In Vilich nam Mathilde de organisatie-ideeën van haar broer Herman op en bouwde eveneens een kerkgebouw naar het voorbeeld van de oude Sint-Pieterskerk in Rome.
In 1036 werd hij door Koenraad II tot aartsbisschop van Keulen benoemd. In datzelfde jaar werd hij tot kardinaal-priester benoemd. Als aartsbisschop van Keulen doopte hij in 1051 Hendrik IV, de zoon van keizer Hendrik III en diens vrouw keizerin Agnes. Drie jaar later, op 17 juli 1054, kroonde hij Hendrik IV tot Duits koning. Tegen deze kroning protesteerde aartsbisschop Luitpold I van Mainz, want hij eiste de aanspraak op het recht van de kroning voor zich op.
Herman ontvouwde een omvangrijke bouwactiviteit om Keulen tot een evenbeeld van Rome te maken en zo zijn – door het recht de Duitse koningen te kronen – onvervreemdbare primaat over de aartsbisschoppen van Trier en Mainz te vestigen. Zo zou de Dom van Keulen lijken op de toenmalige Sint-Pietersbasiliek. De onder herman en zijn zus Ida uitgebreide kerk Heilige Maria in het Capitool zou de basiliek van Santa Maria Maggiore als voorbeeld nemen. Herman is bovendien de schenker van het waarschijnlijk uit de Heilige Maria in het Capitool afkomstige Herman-Ida-kruis (thans in het bisschoppelijk museum Kolumba).
Herman II, die men ook "de Edele" noemde, stierf in Keulen en werd in de Dom van Keulen bijgezet.
Sibiu (Hermannstadt) in Roemenië was in het Duits naar hem vernoemd.